# Dスモーク
Dスモーク（D Smoke、本名: Daniel Anthony Farris、1985年10月18日 - ）は、カリフォルニア州イングルウッド出身のラッパー、歌手、ソングライター、音楽プロデューサー、ヒップホップミュージシャン。
2019年にNetflixのラッパーコンペティション番組「リズム＆フロー」で優勝し注目を集め、 翌2020年にアルバム『Black Habits』をリリース。第63回グラミー賞では最優秀新人賞を含む2部門にノミネートされた。

## 来歴
1985年10月18日、カリフォルニア州イングルウッドで生まれる。母親、兄弟、いとこがゴスペルシンガーという音楽一家で育ち、弟のSiRはTop Dawg Entertainmentと契約するラッパーである。
2006年、彼は兄弟といとこのTiffany Gouchéと共にソングライティング・グループWoodWorksを作り、ジニュワインやプッシーキャット・ドールズ、ジャヒームの「Never」などを手がける。また、兄弟との音楽トリオN3Dにも参加していた。2006年5月9日、初のアルバム『Producer of the Year』をリリースする。
2015年、SiRのアルバム『Seven Sundays』に収録の「You Ain't Ready」に客演で参加した。
2019年、DスモークはNetflixのコンペティション番組「Rhythm & Flow」に出場し、初代優勝者となった。10月24日、デビューEP『Inglewood High』をリリースする。
2020年2月7日、アルバム『Black Habits』をリリースする。第63回グラミー賞では最優秀新人賞と最優秀ラップ・アルバム賞にノミネートされた。

## 人物
Dスモークはカリフォルニア大学ロサンゼルス校を卒業し、イングルウッド高校でスペイン語と音楽理論の教師として働いていた。

## ディスコグラフィ
スタジオ・アルバム
- Producer of the Year (2006年)
- Black Habits (2020年)